# フィルフリーク
フィルフリーク (英: PhillFreak）は、2014年東京都にて結成された日本のロックバンド。
『男女ツインボーカルが映えるポップな楽曲を、人の感性に触れるバンドサウンドで支え、自分たちの等身大を表現する。

## メンバー
- 広瀬とうき

ボーカル、ギター、作詞・作曲を担当。楽曲提供も行う。
- ゆっこ

ボーカル、キーボード、MVの監督・編集等を担当。
- 小竹巧

ギター、動画編集を担当。2022年5月加入。
- ツカダユウキ

ベース、物販・ジャケット等のデザインを担当。

### 元メンバー
- 三上大鳳

ギター。健康状態を理由に2022年5月脱退。
- やのめぐみ

ドラム。2019年加入、2020年脱退。

## 歴史
- 2012年
  - 広瀬とうき、三上大鳳、他3名の友人により前身バンドとなる"MEGAFEPS"結成。
- 2013年
  - 8月、"MEGAFEPS"解散。
- 2014年
  - 12月、広瀬とうき、大学の友人であったゆっこ、三上大鳳の3名により”フィルフリーク”結成。
- 2015年
  - 8月、会場限定盤 mini Album『ハッピーエンド』発売。
  - 9月、Twitter上で三上大鳳とのちに加入するツカダユウキが出逢う。
- 2016年
  - 12月、AbemaTV"みのもんたのよるバズ!"ED曲担当。(楽曲:暫定彼女)
  - 12月9日、ワンマンライブ『約束の午後9時』下北沢RéGにて開催。
- 2017年
  - 5月、テレビ朝日主催「ROAD TO EX 2017」一回戦敗退。
  - 9月、AbemaTV"みのもんたのよるバズ！"ED曲担当。(楽曲:ひかりをみて)
  - 10月、Ba.ツカダユウキ加入。
  - 11月、デジタルシングル『最終列車』リリース。
- 2018年
  - 4月、会場限定盤 mini Album『季節を越えて』リリース。
  - 4月、ワンマンライブ『季節を越えた贈り物』下北沢 近松にて開催。
  - 5月、株式会社アルペックス主催大会"ALPEX FES"優勝。
  - 7月、会場限定盤 EP『生きてる ep』リリース。
  - 8月、音楽雑誌Playerインタビュー記事掲載。
  - 12月7日、ワンマンライブ『時を打つ』下北沢 SHELTERにて開催。
- 2019年
  - 9月、Dr.やのめぐみ 加入。
  - 11月、デジタルシングル『ホワイトストロベリー』リリース。
  - 12月、テレビ朝日主催「ROAD TO EX 2019」優勝。
- 2020年
  - 1月22日、ワンマンライブ『ROAD TO EX 2019 ありがとうございました!!!』渋谷 CHELSEA HOTELにて開催。
  - 3月、1st mini Album『Reverse Youth』リリース。
  - 7月、Dr. やのめぐみ 脱退。
  - 10月、デジタルシングル『キャンディー』リリース。
  - 10月23日、ワンマンライブ『Re:Start -Digital Single『キャンディー』リリース+新体制"初"ワンマン-』赤羽 ReNY alphaにて開催。
- 2021年
  - muevoにて初のクラウドファンディングを実施。
  - 4月、2nd mini Album『Humanning』リリース。
- 2022年
  - 1月、デジタルシングル『スレチガイ』リリース。
  - 1月22日、4つの恋のはなし。リリース記念イベント『恋のフィル騒ぎ』1つめの企画。下北沢 近松にて開催。
  - 2月、デジタルシングル『ブルーライドレター』リリース。
  - 2月19日、4つの恋のはなし。リリース記念イベント『恋のフィル騒ぎ』2つめの企画。下北沢 近松にて開催。
  - 3月、デジタルシングル『Lala』リリース。
  - 3月21日、短編映画『曖昧でいい。曖昧がいい。』Youtube公開。
  - 3月21日、4つの恋のはなし。リリース記念イベント『恋のフィル騒ぎ』3つめの企画。下北沢 近松にて開催。
  - 4月、デジタルシングル『KOIがハジマル』リリース。
  - 5月20日、4つの恋のはなし。リリース記念イベント『恋のフィル騒ぎ』最後の企画。下北沢 シャングリラにて開催。Gt.三上大鳳脱退、Gt.小竹巧加入。
  - 7月、デジタルシングル『アオに浮かぶ』リリース
  - 8月1日、Ba.ツカダユウキ結婚発表。
  - 10月、奇跡体験!アンビリバボーED曲担当。(楽曲:深海ブランコ)
  - 10月、全力!脱力タイムズED曲担当。(楽曲:NAMI)
  - 11月、3rd mini Album『STORY STORE』リリース。
  - 11月、Gt.小竹巧、骨折。
  - 12月、『STORY STORE』Release tour final ワンマンライブ『MAiN STORY』渋谷 Spotify O-WESTにて開催。
- 2023年
  - 4月、Renegades’ Musicのアーティスト第1弾アーティストに抜擢されデビュー。
  - 4月14日、デジタルシングル『アオカゼ』リリース。
  - 5月19日、デジタルシングル『キニ知ラズ』リリース。
  - 6月2日、デジタルシングル『結婚前夜 (アコースティック Ver.)』リリース。
  - 6月9日、デジタルシングル『恋人を終わらせよう』リリース。
  - 6月23日、デジタルシングル『ドラマ終わりに』リリース。
  - 7月7日、デジタルシングル『雨天でも結構』リリース。
  - 7月14日、デジタルシングル『もってる』リリース。
  - 7月21日、デジタルシングル『非素数ガール』リリース。
  - 7月28日、デジタルシングル『Remain』リリース。
  - 8月4日、デジタルシングル『失恋夏』リリース。
  - 8月11日、デジタルシングル『我儘なところがあなた譲りだな』リリース。
  - 8月18日、デジタルシングル『ほんね、』リリース。
  - 8月25日、デジタルシングル『アナザーストーリー』リリース。
  - 10月29日、LIVE TOUR『0024』小竹巧復帰ワンマンライブ 下北沢SHELTERにて開催。骨折していたGt.小竹が復帰。

## ミュージックビデオ
| 公開日         | 監督           | 曲名                 |
| -------------- | -------------- | -------------------- |
| 2015年10月7日  |                | 暫定彼女             |
| 2018年12年10日 |                | 最終列車             |
| 2018年12年10日 | Mr.Mrs.Mush    | ラッキーカラー       |
| 2019年6年11日  | Mr.Mrs.Mush    | 生きてる             |
| 2019年11年16日 | 吉田ハレラマ   | ホワイトストロベリー |
| 2020年3年11日  | 吉田ハレラマ   | サイドストーリー     |
| 2020年10年9日  | Naoya Yoshioka | キャンディー         |
| 2021年4年14日  | 鳥畑恵美莉     | 道端日和             |
| 2021年12月25日 | ゆっこ         | ワンルームヒストリー |
| 2022年1月14日  | ゆっこ         | スレチガイ           |
| 2022年2月4日   | ゆっこ         | ブルーライドレター   |
| 2022年3月11日  | ゆっこ         | Lala                 |
| 2022年5月12日  | ゆっこ         | KOIがハジマル        |
| 2022年8月14日  | 吉田ハレラマ   | アオに浮かぶ         |
| 2022年11月2日  | 南雲直人       | ロクドロクブ         |
| 2023年5月9日   | 南雲直人       | アオカゼ             |
| 2023年6月11日  | 南雲直人       | キニ知ラズ           |